# Chilly-sur-Salins
Chilly-sur-Salins è un comune francese di 109 abitanti situato nel dipartimento del Giura nella regione della Borgogna-Franca Contea.

## Società

### Evoluzione demografica
Abitanti censiti